# Aechmea longifolia
Aechmea longifolia är en gräsväxtart som först beskrevs av Edward Rudge, och fick sitt nu gällande namn av Lyman Bradford Smith och Michael A. Spencer. Aechmea longifolia ingår i släktet Aechmea och familjen Bromeliaceae. Inga underarter finns listade i Catalogue of Life.

## Bildgalleri

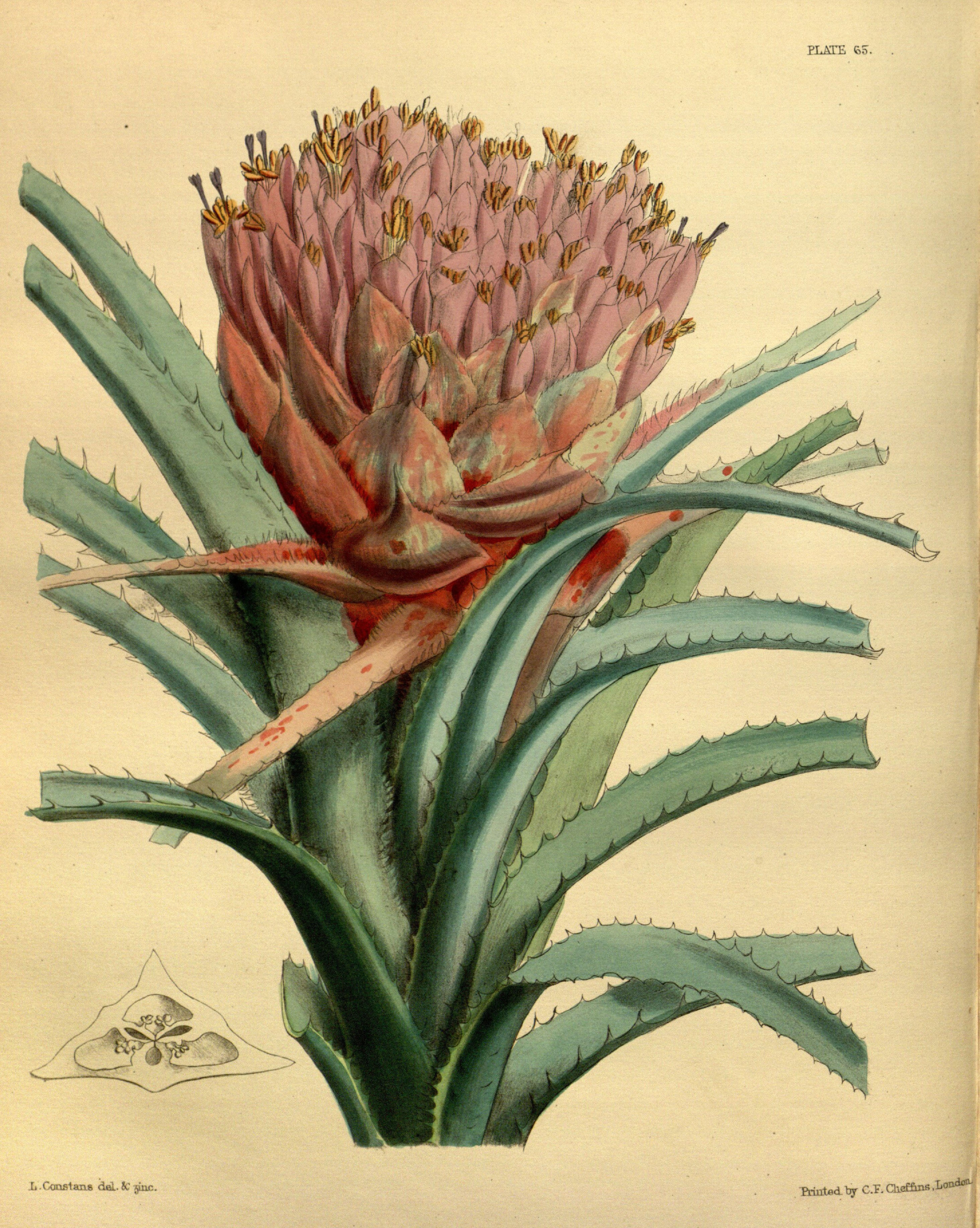